# Klaus D. Kern

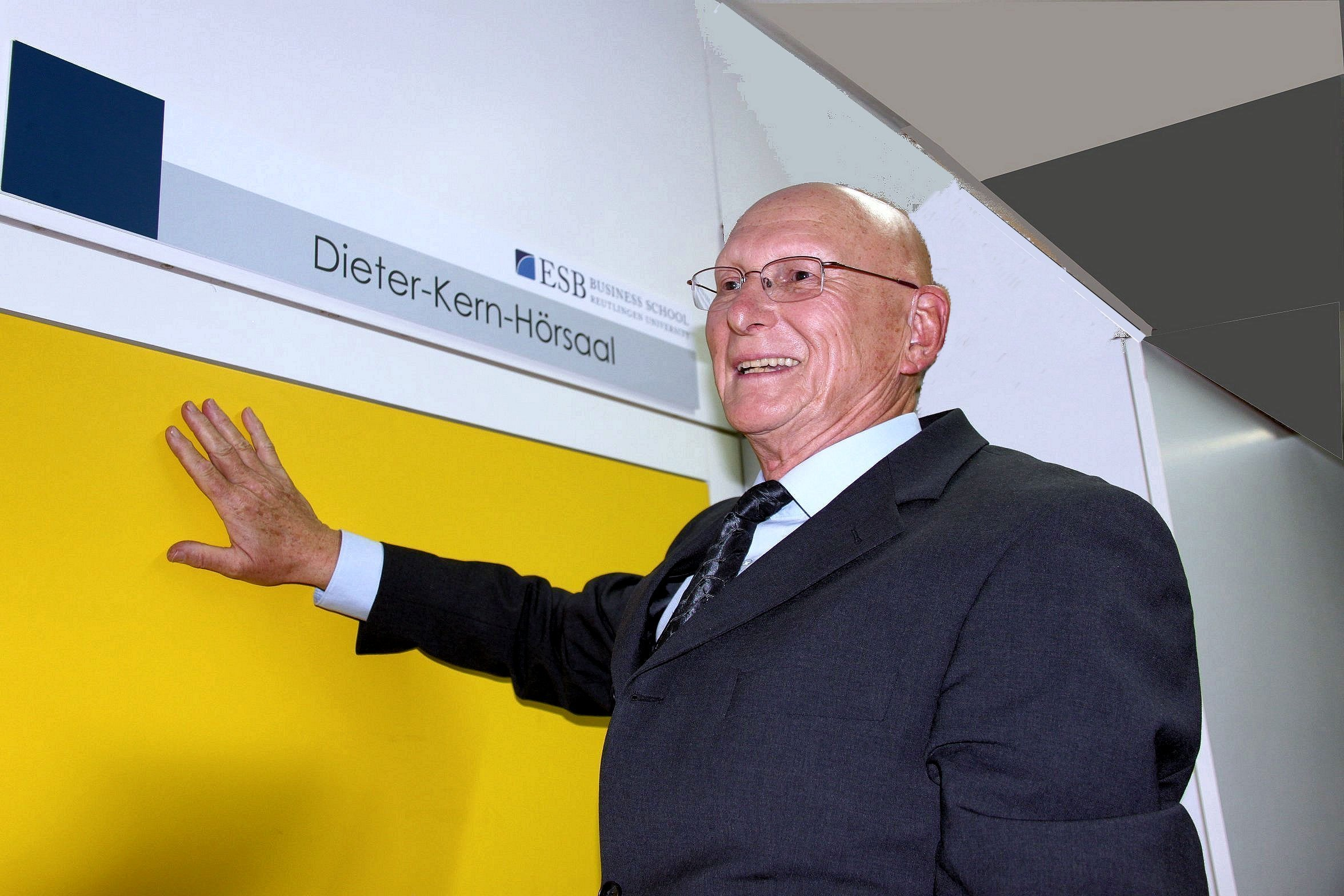
Klaus D. Kern

Klaus Dieter Kern (* 2. März 1941 in Reutlingen) ist ein emeritierter deutscher Hochschullehrer auf dem Gebiet Angewandte Informatik und Prozessmanagement an der Fachhochschule Reutlingen.

## Leben und Wirken
Kern wurde als viertes Kind des Taxiunternehmers Ludwig Kern und seiner Ehefrau Anna geboren. Er legte 1961 das Abitur am Naturwissenschaftlichen Gymnasium in Landau i. d. Pfalz ab. Nach einem technischen und kaufmännischen Praktikum begann er im gleichen Jahr an der Technischen Hochschule Darmstadt das Studium zum Wirtschaftsingenieur. Nach dem Wechsel zur Technischen Hochschule Karlsruhe wurde er dort 1966 als Dipl. rer. pol. techn. zum Wirtschaftsingenieur diplomiert.
Von 1967 bis 1969 war Kern Assistent der Geschäftsführung in der Werkzeugmaschinenfabrik Waldrich Coburg und anschließend von 1970 bis 1972 Leiter der Betriebswirtschaftsabteilung der Papiermaschinenfabrik Bruderhaus in Reutlingen.
Kern übte von 1972 bis 2002 eine Professorentätigkeit auf dem Gebiet der Angewandten Informatik und Prozessmanagement an der Fachhochschule Reutlingen (heute Hochschule Reutlingen) aus. 1972 war er Gründungsmitglied des Betriebswirtschaftlichen Studiengangs, der sich mit den Studiengängen Außenwirtschaft und Fertigungswirtschaft zur heutigen Fakultät European Business entwickelte. Er widmete sich früh dem Personal Computer und hat zusammen mit Kollegen eines der ersten Produktionsplanungs- und Steuerungsprogramme für PCs, ein Controllingsystem, sowie ein auf künstlicher Intelligenz basiertes Planspiel entwickelt.
Kern lebt heute als Emeritus der Fakultät European Business School der Hochschule Reutlingen am Hochschulort.

## Veröffentlichungen
- Produktionsvorbereitung 1., Pfungstadt, 1990
- Produktionsvorbereitung 2., Pfungstadt, 1990
- Auftragsdisposition, Darmstadt, 1974
- Material und Lagerwesen, Darmstadt, 1975
- Grundlagen der Elektronischen Datenverarbeitung in der Produktionsplanung und Steuerung, Darmstadt, 1973
- Integrierte Elektronische Datenverarbeitung in der Arbeitsorganisation, Darmstadt, 1974
- Leistungsfähigkeit aktueller PPS-Systeme – derzeitiger Stand bei Softwaresystemen für den PPS-Bereich, Industrie-Service, 3/87, S. 61–65
- Materialwirtschaft mit dem PC, in: Beschaffung aktuell, 3/86, S. 30–31
- Programme für die Produktionsplanung und -steuerung, in: Computer Zeitung vom 23. Januar 1985, S. 5